# José Antolínez
Claudio José Vicente Antolínez. Madrid, novembre de 1635 - Madrid, 30 de maig de 1675. Fou un pintor barroc espanyol del Segle d'Or.
Fill d'un modest artesà, va ser batejat a l'Església dels Sants Just i Pastor de Madrid el 7 de novembre de 1635. Va residir a la Cort tota la seva vida; fou pel que sembla de caràcter una mica vanitós i es va consagrar sobretot a la pintura de tema religiós; alguns trets del seu estil de pinzellada àgil semblen venir de Francisco Ricci; va prendre de Velázquez la perspectiva aèria, però fou influït sobretot pels mestres venecians, particularment de Paolo Veronese (pintura d'Ester i Asuero del Castell de Helsingor, Dinamarca) i Tiziano, que va poder estudiar a la col·lecció reial i a la del seu mecenes, l'Almirall de Castella.
Fou, al costat de Bartolomé Esteban Murillo, un gran especialista a pintar Immaculades Concepcions, la iconografia de les quals va contribuir a fundar al costat del pintor sevillà; la més antiga conservada és la de la Col·lecció March de Palma (1658); algunes d'elles es troben al Museu del Prado, al Lázaro Galdiano i al Mnac. També va sentir una peculiar predilecció pel tema de la Magdalena (Magdalena penitent, Museu del Prado, i la del Museu de Sevilla, de 1673, hom creu la seva obra mestra). De tema religiós és la Pentecosta del Museu de Bilbao, ambiciós i d'atapeïda composició; marcat biaix tizianesc és el que posseïx el Martiri de Sant Sebastià (1673) del Museu Cerralbo. Al tema mitològic destaca L'educació de Bacus (1665).